# Hill Spring
Hill Spring är en ort i Kanada.   Den ligger i provinsen Alberta, i den södra delen av landet, 2 900 km väster om huvudstaden Ottawa. Hill Spring ligger 1 186 meter över havet och antalet invånare är 186.
Terrängen runt Hill Spring är platt. Runt Hill Spring är det mycket glesbefolkat, med 3 invånare per kvadratkilometer.. Närmaste större samhälle är Glenwood, 12,5 km nordost om Hill Spring. 
Trakten runt Hill Spring består till största delen av jordbruksmark.